# Les Bonnes Intentions
Pour plus de détails, voir Fiche technique et Distribution.
Les Bonnes Intentions est une comédie dramatique française réalisée par Gilles Legrand, sortie en novembre 2018.

## Synopsis
Mariée avec Ajdin, un Bosniaque qu'elle a soigné durant le siège de Sarajevo en 1995 et qui est devenu en France agent d'assurance, et mère de deux enfants adolescents, Isabelle est une quinquagénaire surinvestie dans l'humanitaire. Se sentant « mise en concurrence » avec la jeune et belle Elke qui vient d'être embauchée pour, comme elle, donner des cours d'alphabétisation dans le centre social à des étrangers démunis, elle décide de se donner un grand but : faire en sorte que ses élèves, dans le cadre de l'insertion professionnelle, passent leur permis de conduire.
Elle contacte Attila, un moniteur d'auto-école, pour qu'il donne des cours de code, puis éventuellement de conduite, aux stagiaires...

## Fiche technique
- Titre : Les Bonnes Intentions
- Réalisation : Gilles Legrand
- Scénario : Léonore Confino et Gilles Legrand
- Musique : Armand Amar
- Montage : Andrea Sedláčková
- Photographie : Pierre Cottereau
- Décors : Riton Dupire-Clément
- Genre :  Comédie dramatique[1]
- Producteur : Frédéric Brillion
- Production : Epithète Films, France 3 cinéma
- SOFICA : Cinécap 1, Manon 8
- Distribution : 20th Century Fox
- Pays :  France
- Durée : 100 minutes
- Dates de sortie : 21 novembre 2018 (France et Suisse)

## Distribution
- Agnès Jaoui : Isabelle
- Tim Seyfi : Ajdin
- Alban Ivanov : Attila
- Nuno Roque : Thiago
- Claire Sermonne : Elke
- Didier Bénureau : Le directeur
- Éric Viellard : Christian
- Marie-Julie Baup : Agnès
- Urbain Cancelier : Oncle
- Léonore Confino : Responsable préfecture
- GiedRé : Miroslava

Avec la participation de :
- Michèle Moretti : Jacqueline
- Philippe Torreton : lui-même jouant Cyrano de Bergerac

## Critiques
Les chroniqueurs de l'émission Le Masque et la Plume sur France Inter ont donné des critiques assez négatives de ce film.